# Biotechnology Letters
Biotechnology Letters là một tập san khoa học về lĩnh vực công nghệ sinh học được xuất bản bởi Springer Science+Business Media. Tổng biên tập của tạp chí là Colin Ratledge (Đại học Hull). Theo Journal Citation Reports, tạp chí này có chỉ số ảnh hưởng vào năm 2013 là 1,736.